# Voyage autour du monde
Voyage autour du monde é um livro escrito pelo explorador francês Louis Antoine de Bougainville, que  tornou o Taiti famoso na Europa. Descreve a ilha como um paraíso na terra, onde homens e mulheres viviam felizes em inocência, distantes da corrupção da civilização.
Sua descrição da ilha influenciou pensamentos utópicos de filósofos como Jean-Jacques Rousseau antes da Revolução Francesa.